# Bebelplatz

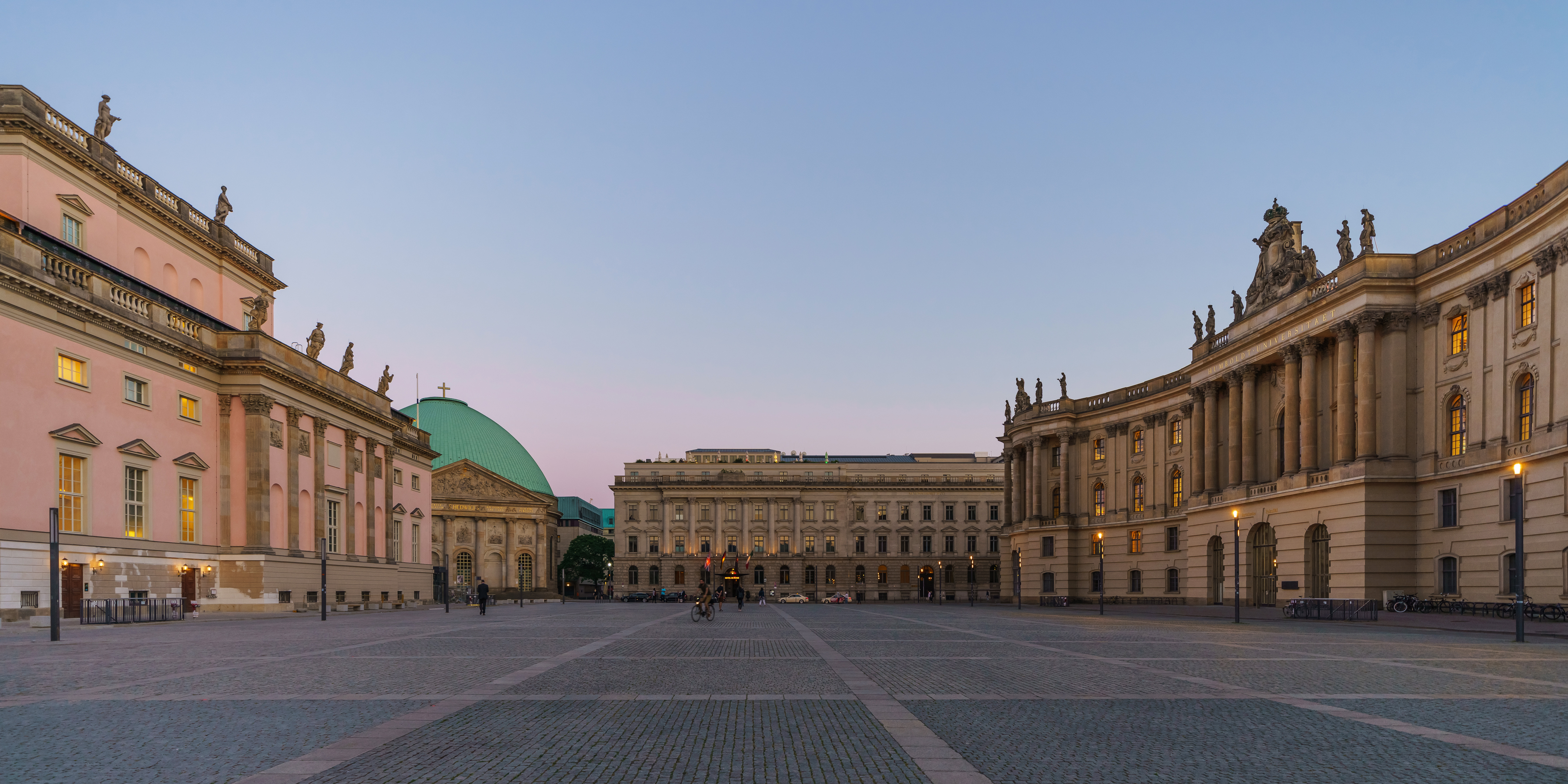
Vista panorámica de la plaza en la actualidad.

La Bebelplatz (llamada anteriormente Opernplatz de 1741-43) es una plaza pública de Berlín, la capital de Alemania. La plaza fue nombrada en honor de August Bebel, un líder fundamental del Partido Socialdemócrata de Alemania (SPD) en el siglo XIX.

## Historia

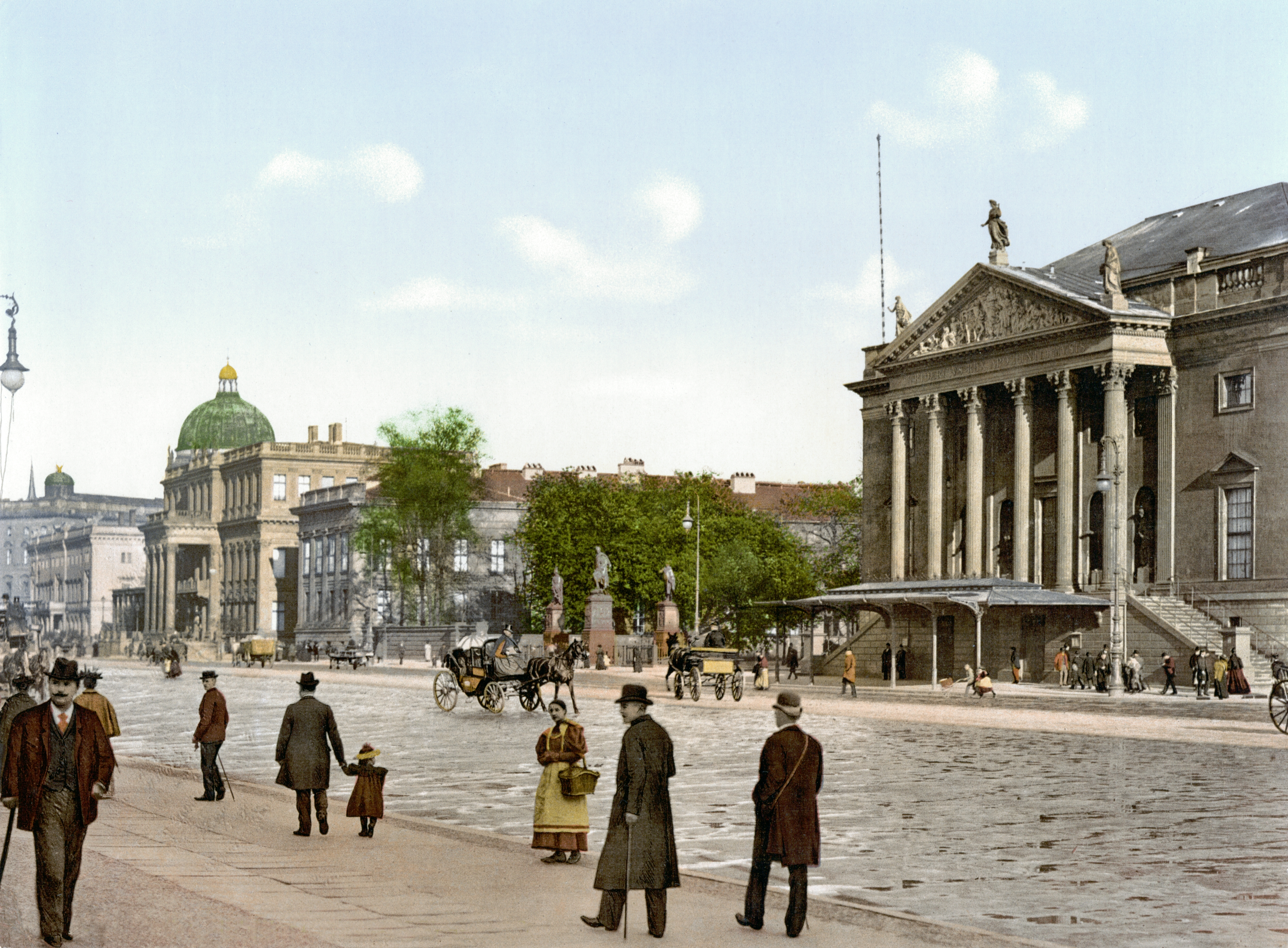
Hacia 1900 cuando se llamaba la Plaza de la Opera

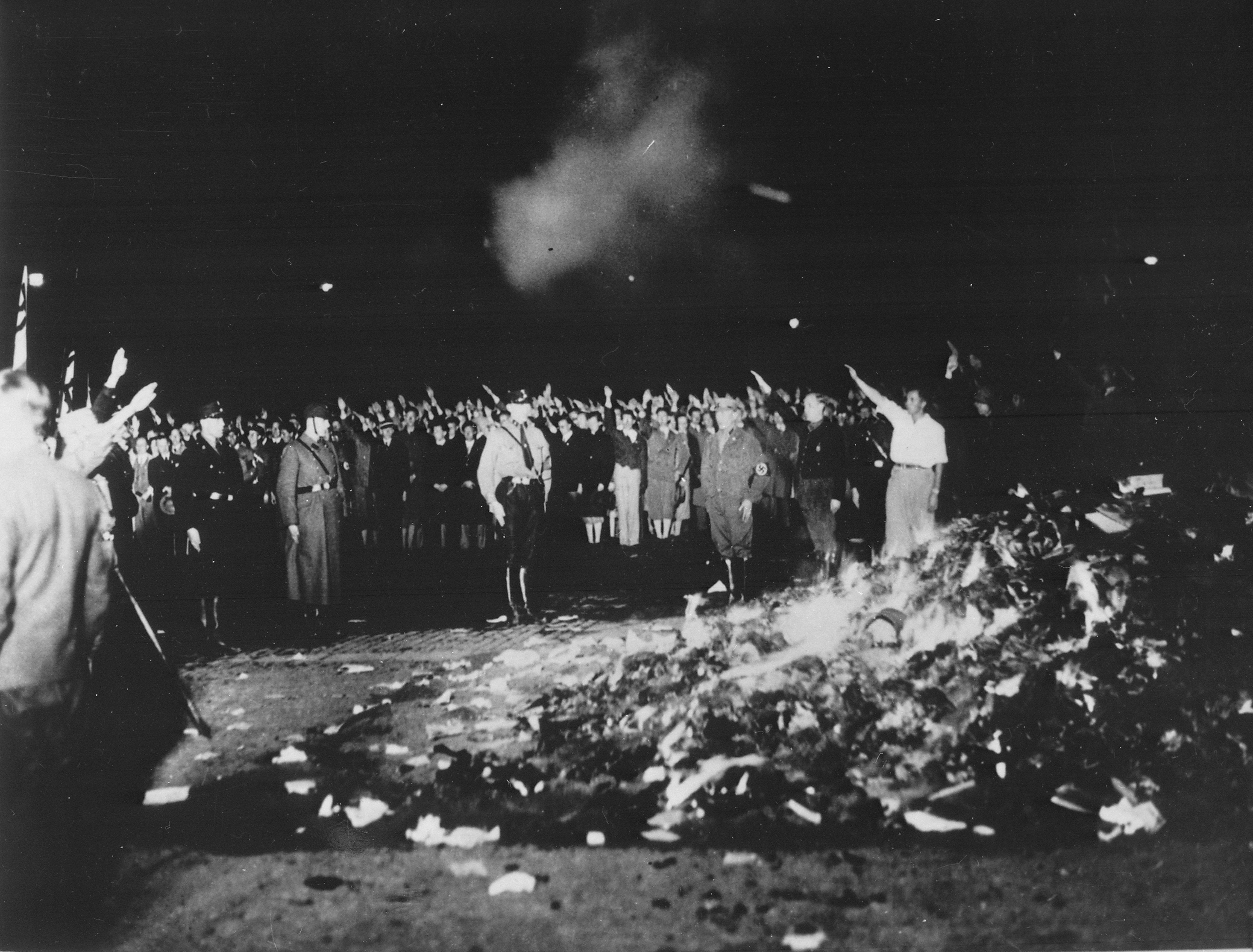
El fatídico 10 de mayo de 1933

La Bebelplatz es célebre por ser el lugar en el que se llevó a cabo la quema de libros el 10 de mayo de 1933, llevada a cabo por miembros de las camisas pardas y las Juventudes Hitlerianas, e instigada por el ministro de propaganda Joseph Goebbels. Los nazis quemaron alrededor de 20 000 libros, incluyendo obras de Karl Marx entre otros autores.
El 9 de septiembre de 2006 se creó en esta plaza la llamada "Mesa redonda de las voces libres", un proyecto sin antecedentes que reunió a pensadores de todo el mundo con el objetivo de hallar respuesta a temas sociales de una gran envergadura.

## Características

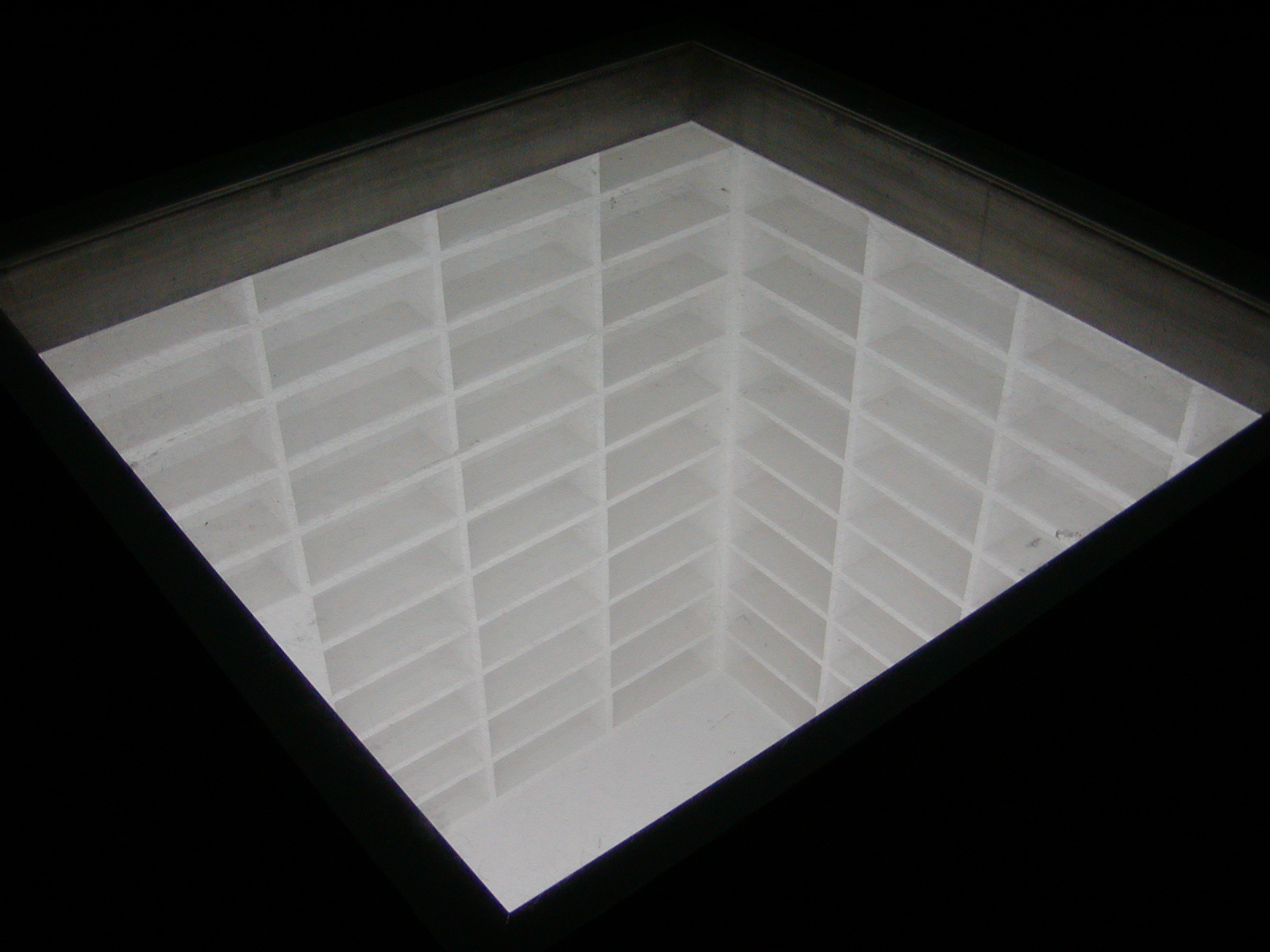
Monumento en recuerdo de la quema de libros.

La plaza se encuentra en el lado sur de Unter den Linden, un gran bulevar que recorre el centro de la ciudad de este a oeste. Limita al este con el edificio de la Staatsoper Unter den Linden (este es su nombre de antes de la guerra), al oeste  con los edificios de la Universidad Humboldt y al sur con la Catedral de Santa Eduvigis, la iglesia católica más antigua de Berlín.
Existe un monumento conmemorativo de la quema de libros, consistente en una pieza de cristal sobre el suelo de la plaza y por el cual pueden observarse estantes de libros vacíos en el subsuelo. A un lado hay una placa con una cita del autor Heinrich Heine con una frase de 1817 que dice:

"Das war ein Vorspiel nur, dort wo man Bücher verbrennt, verbrennt man am Ende auch Menschen." (Eso sólo fue un preludio, ahí en donde se queman libros, se terminan quemando también personas.)

Los estudiantes de la Universidad Humboldt realizan cada año, en el aniversario de la quema, un mercadillo de libros para recordar lo sucedido en la plaza 

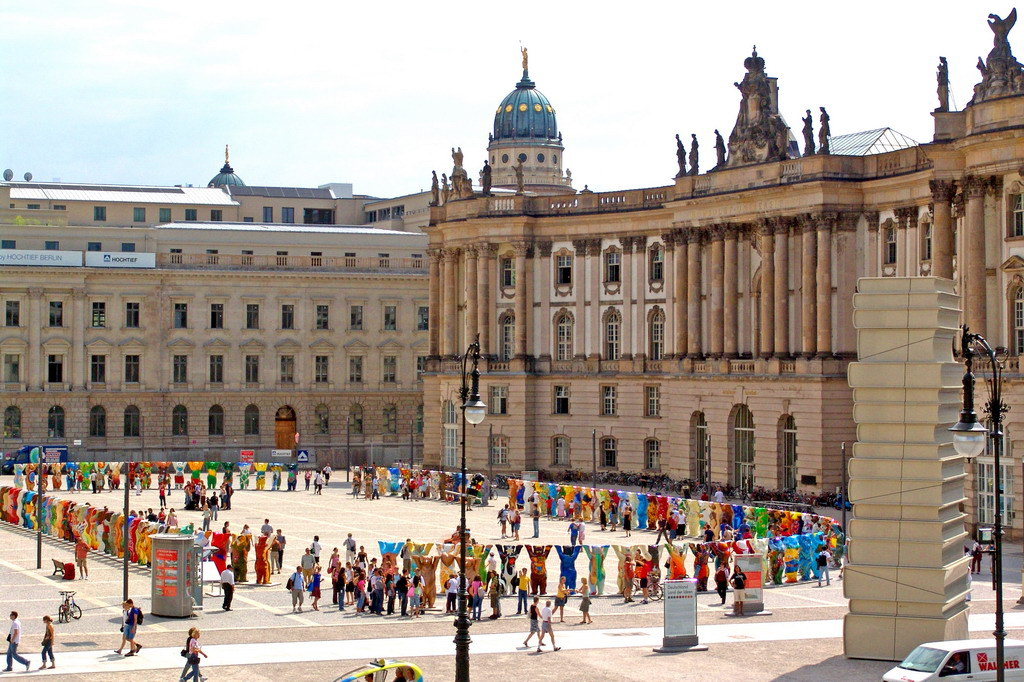
Bebelplatz - la exposición de los United Buddy Bears.